# 51. Internationale Sechstagefahrt

Zeltweg, Start- und Zielort der einzelnen Etappen

Die 51. Internationale Sechstagefahrt war die Mannschaftsweltmeisterschaft im Endurosport und fand vom 20. bis 25. September 1976 im österreichischen Zeltweg sowie der Steiermark statt. Die Nationalmannschaft der Bundesrepublik Deutschland konnte zum insgesamt sechsten sowie zweiten Mal in Folge die World Trophy gewinnen. Die Nationalmannschaft der Tschechoslowakei gewann zum fünfzehnten Mal die Silbervase.

## Wettkampf

### Organisation
Die Sechstagefahrt fand nach 1952 und 1960 zum dritten (a) Mal in Österreich statt. Ausrichter war der Österreichische Automobil-, Motorrad- und Touring Club (ÖAMTC).
Für den Wettkampf waren 324 Fahrer von 18 Motorsportverbänden der FIM gemeldet. Um die Trophy-Wertung fuhren Mannschaften aus 15 Nationen. Zudem waren 15 Silbervasen-, 30 Fabrik- und 38 Club-Mannschaften am Start.
Österreich, Schweiz, BRD und DDR nahmen jeweils an World Trophy und Silbervase teil. Zudem waren neun bundesdeutsche, fünf österreichische und eine Schweizer Clubmannschaft am Start.
An jedem der ersten fünf Fahrtage waren eine Beschleunigungsprüfung über 200 Meter auf der Start- und Zielgeraden sowie eine Motocrossprüfung innerhalb des Österreichrings als tägliche Sonderprüfungen zu absolvieren.
Insgesamt waren innerhalb der sechs Tage rund 1650 Kilometer zu fahren.

### 1. Tag
Von den 324 gemeldeten Fahrern nahmen 318 den Wettkampf auf.
Die erste Tagesetappe führt über 290,1 Kilometer nach Südosten. Unter anderem waren die über 1500 m ü. A. hohen Berge der Stubalpe zu erklimmen. Das Wetter war leicht bewölkt, blieb jedoch niederschlagsfrei.
In der World Trophy führte die Mannschaft der Tschechoslowakei vor der BRD und der Mannschaft der DDR. Österreich folgte auf Platz 4, die Schweizer Mannschaft lag auf dem 13. Platz.
Bei der Silbervasenwertung führte die Mannschaft der Tschechoslowakei vor der BRD und der Mannschaft Italiens. Die DDR-Mannschaft lag auf dem 6. Platz. Österreich und die Schweiz lagen auf dem 10. bzw. 12. Platz.
Sieben Fahrer schieden aus dem Wettbewerb aus.

### 2. Tag
Am zweiten Tag wurde die Strecke des Vortags in entgegengesetzter Richtung gefahren. Das Wetter war niederschlagsfrei, am Morgen herrschte in den Tallagen noch leichter Nebel.
In der World Trophy führte die Mannschaft der Tschechoslowakei vor der BRD und der Mannschaft der DDR. Österreich lag auf dem 4., die Schweiz auf dem 13. Platz.
Bei der Silbervasenwertung führte die Mannschaft der Tschechoslowakei vor der BRD und der Mannschaft Italiens. Das Team der DDR belegte Platz 6. Die österreichische Mannschaft lag auf Platz 11, die Schweizer Mannschaft folgte auf dem 12. Platz.

### 3. Tag
Am dritten Tag waren 331,4 Kilometer zu fahren. Das war bedeckt, blieb jedoch niederschlagsfrei.
In der World Trophy führte weiter die Mannschaft der Tschechoslowakei vor der BRD und der Mannschaft der DDR. Österreich belegte den 4. Platz, die Schweizer Mannschaft lag auf Platz 13.
Bei der Silbervasenwertung führte ebenso weiter die Mannschaft der Tschechoslowakei vor der BRD und der Mannschaft Italiens. Die Mannschaft der DDR belegte Platz 5. Die österreichische Mannschaft lag auf dem 10., die Schweizer Mannschaft auf dem 12. Platz.

### 4. Tag
Die vierte Tagesetappe war mit 322,9 Kilometern die längste der Veranstaltung. Die Strecke führte mit geringfügigen Verlängerungen in umgekehrter Richtung über die des Vortags.
In der World Trophy führte die Mannschaft der BRD vor der Tschechoslowakei und der Mannschaft der DDR. Das österreichische Team belegte nach wie vor den 4. Platz, die Schweiz den 13. Platz.
Bei der Silbervasenwertung führte wie am Vortag die Mannschaft der Tschechoslowakei vor der BRD und der Mannschaft Italiens. Die Mannschaft der DDR lag aus Platz 5. Die Mannschaften Österreichs und der Schweiz lagen auf Platz 10 bzw. 12.

### 5. Tag
Am fünften Tag führte die 254,9 Kilometer lange Tagesetappe in den Nordwesten und das Gebiet der Tauern. Das Wetter war sonnig.
In der World Trophy führte weiter die Mannschaft der BRD vor der Tschechoslowakei und der Mannschaft der DDR. Direkt dahinter folgte die Mannschaft Österreichs. Das Schweizer Team lag weiter auf dem 13. Platz.
Bei der Silbervasenwertung führte unverändert die Mannschaft der Tschechoslowakei vor BRD und der Mannschaft Italiens. Das Team der DDR lag weiter auf Platz 5. Österreich belegte Platz 8, die Schweiz Platz 10.

### 6. Tag
Am letzten Fahrtag wurde eine kurze Etappe über 139,6 Kilometer gefahren. Das Wetter war weiter sonnig.
Das Abschlussrennen fand auf einer 2250 Meter langen Motocrossstrecke innerhalb des Österreichrings statt. Das Regelwerk sah vor: Für die Fahrer in den Klassen 50 und 75 cm³ mussten die ersten sechs Runden innerhalb von 25 Minuten, alle weiteren Klassen innerhalb von 21 Minuten absolvieren. Für eine darauf folgende Runde bestimmte der zeitbeste Fahrer je Lauf die Nullzeit und alle weiteren wurden dementsprechend mit Differenzpunkten gewertet.
Von 318 am ersten Tag gestarteten Fahrern erreichten 284 das Ziel.

## Endergebnisse

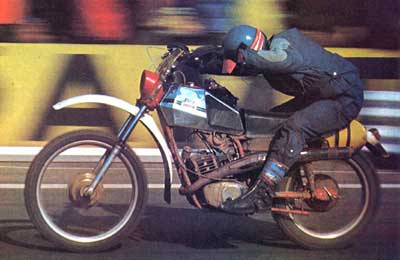
Unbekannter Fahrer in einer Beschleunigungsprüfung

### World Trophy
| Platz | Team                            | Punkte    |
| ----- | ------------------------------- | --------- |
| 1.    | BR Deutschland                  | 312,0     |
| 2.    | Tschechoslowakei                | 383,3     |
| 3.    | Deutsche Demokratische Republik | 785,1     |
| 4.    | Vereinigtes Königreich          | 2.130,4   |
| 5.    | Österreich                      | 2.226,1   |
| 6.    | Polen                           | 2.349,9   |
| 7.    | Belgien                         | 5.346,8   |
| 8.    | Kanada                          | 8.469,0   |
| 9.    | Frankreich                      | 33.566,3  |
| 10.   | Vereinigte Staaten              | 61.994,6  |
| 11.   | Niederlande                     | 63.225,9  |
| 12.   | Schweden                        | 91.172,1  |
| 13.   | Schweiz                         | 92.962,2  |
| 14.   | Finnland                        | 93.256,7  |
| 15.   | Italien                         | 255.304,3 |

### Silbervase
| Platz | Team                            | Punkte   |
| ----- | ------------------------------- | -------- |
| 1.    | Tschechoslowakei                | 580,7    |
| 2.    | BR Deutschland                  | 625,0    |
| 3.    | Italien                         | 717,6    |
| 4.    | Vereinigte Staaten              | 981,3    |
| 5.    | Finnland                        | 1.307,0  |
| 6.    | Deutsche Demokratische Republik | 1.345,4  |
| 7.    | Belgien                         | 1.366,5  |
| 8.    | Österreich                      | 2.363,0  |
| 9.    | Kanada                          | 3.954,7  |
| 10.   | Schweiz                         | 4.243,6  |
| 11.   | Niederlande                     | 4.936,2  |
| 12.   | Schweden                        | 32.528,2 |
| 13.   | Spanien                         | 61.104,0 |
| 14    | Frankreich                      | 66.941,3 |
| 15.   | Vereinigtes Königreich          | 77.408,0 |

### Clubmannschaften
| Platz | Team                         | Punkte    |
| ----- | ---------------------------- | --------- |
| 1.    | Moto Club Careter            | 117,4     |
| 2.    | Dukla Praha                  | 612,8     |
| 3.    | UMAK ČSSR                    | 748,2     |
| 4.    | ADAC Stuttgart I             | 864,5     |
| 5.    | Moto Club Italia A           | 882,9     |
| 6.    | Club - Rhody Rovers          | 1.301,3   |
| 7.    | PZM Polen                    | 1.310,1   |
| 8.    | ADAC Frankfurt               | 1.330,3   |
| 9.    | Moto Club Costa Volpino      | 1.419,5   |
| 10.   | DMV Hessen I                 | 1.471,2   |
| 11.   | Tibro MK Schweden            | 1.501,8   |
| 12.   | Club - Crotona               | 1.575,6   |
| 13.   | DMV Hessen II                | 1.576,5   |
| 14.   | SMI                          | 1.776,6   |
| 15.   | ADAC Köln                    | 1.885,1   |
| 16.   | ADAC München                 | 1.992,8   |
| 17.   | Ruda Hvezda Praha            | 2.308,1   |
| 18.   | Club - Highland Cycle Riders | 3.455,0   |
| 19.   | Club - Lubbock Trail Riders  | 3.879,8   |
| 20.   | MCC of Wales                 | 3.922,9   |
| 21.   | Austrian Bultaco Club        | 3.971,8   |
| 22.   | Army MCA                     | 5.199,1   |
| 23.   | GTS - Gelände Team Schweiz   | 7.233,1   |
| 24.   | CMA - Quebec Region          | 9.734,4   |
| 25.   | Moto Club Treviglio          | 31.115,7  |
| 26.   | Firma Gödl                   | 32.863,6  |
| 27.   | Moto Club Bergamo            | 45.579,3  |
| 28.   | Moto Club Segre              | 45.977,2  |
| 29.   | ADAC Nürnberg                | 60.493,0  |
| 30.   | Bosch Racing Team            | 62.027,7  |
| 31.   | MSC St. Georgen              | 62.079,9  |
| 32.   | MSC Mattighofen              | 62.101,1  |
| 33.   | ADAC Stuttgart II            | 75.678,6  |
| 34.   | ADAC Karlsruhe               | 76.370,3  |
| 35.   | SMAS Schweden                | 78.362,8  |
| 36.   | Metropolitan Police          | 91.826,6  |
| 37.   | Moto Club Italia B           | 92.708,4  |
| 38.   | Real Moto Club de Espana     | 136.181,7 |

### Fabrikmannschaften
| Platz | Team            | Punkte   |
| ----- | --------------- | -------- |
| 1.    | Zündapp I       | 50,6     |
| 2.    | Jawa I          | 186,2    |
| 3.    | Simson II       | 210,3    |
| 4.    | Jawa II         | 212,9    |
| 5.    | Zündapp II      | 261,4    |
| 6.    | Puch Italia     | 326,9    |
| 7.    | Jawa III        | 355,1    |
| 8.    | KTM B           | 409,8    |
| 9.    | SWM             | 461,8    |
| 10.   | DKW-Hercules    | 520,3    |
| 11.   | MZ I            | 574,8    |
| 12.   | Maico           | 659,9    |
| 13.   | Penton A        | 687,3    |
| 14.   | Hercules        | 819,6    |
| 15.   | KTM Finnland    | 931,5    |
| 16.   | Penton B        | 963,7    |
| 17.   | Simson I        | 970,3    |
| 18.   | MZ II           | 1.049,0  |
| 19.   | Puch Austria II | 1.125,7  |
| 20.   | Puch Austria I  | 1,140,0  |
| 21.   | Hercules USA    | 1.165,0  |
| 22.   | Suzuki          | 1.365,6  |
| 23.   | Yamaha          | 1,437,0  |
| 24.   | Bultaco         | 1.531,6  |
| 25.   | Ossa            | 1.711,6  |
| 26.   | Monark II       | 1.824,6  |
| 27.   | KTM I           | 3.205,9  |
| 28.   | Can-Am          | 3.421,9  |
| 29.   | KTM II          | 4.446,7  |
| 30.   | Jawa            | 19.263,4 |

### Einzelwertung
| Klasse    | Starter | Gold | Silber | Bronze | Ausfall/Disqualifikation | Klassensieger (Motorrad)    | Punkte  |  |
| --------- | ------- | ---- | ------ | ------ | ------------------------ | --------------------------- | ------- |  |
| 50 cm³    | 7       | 5    | 2      | 0      | 0                        | Erwin Schmider (Zündapp)    | 4.208,9 |  |
| 75 cm³    | 9       | 9    | 0      | 0      | 0                        | Gerhard Haatz (Simson)      | 4.248,8 |  |
| 100 cm³   | 11      | 10   | 0      | 0      | 1                        | Josef Wolfgruber (Zündapp)  | 4.008,8 |  |
| 125 cm³   | 34      | 16   | 12     | 2      | 4                        | Harald Strößenreuther (KTM) | 3.921,3 |  |
| 175 cm³   | 56      | 31   | 17     | 0      | 8                        | Eddy Hau (Zündapp)          | 3.851,9 |  |
| 250 cm³   | 94      | 53   | 26     | 6      | 9                        | Alessandro Gritti (KTM)     | 3.786,2 |  |
| 350 cm³   | 39      | 28   | 9      | 1      | 1                        | Josef Císař (Jawa)          | 3.891,7 |  |
| 500 cm³   | 60      | 33   | 16     | 3      | 8                        | Stanislav Zloch (Jawa)      | 3.870,2 |  |
| + 500 cm³ | 8       | 5    | 0      | 0      | 3                        | Ladislaw Gorgos (Maico)     | 4.281,3 |  |
| Gesamt    | 318     | 190  | 82     | 12     | 34                       |                             |         |  |